# Lago Lutten
El lago Lutten (en alemán: Luttensee) es un lago situado en la región administrativa de Alta Baviera, en el estado de Baviera (Alemania). Se encuentra a una elevación de 1021 metros y tiene una profundidad máxima de 4 metros. 